# جميلة (فلم صيني)
جميلة (بالإنجليزية: Gorgeous) هو فيلم حركة تم إنتاجه في هونغ كونغ وصدر في سنة 1999. الفيلم من كتابة جاكي شان. من بطولة جاكي شان.

## الميزانية والإيرادات
حقق أرباحا تقدر بـ 40,545,889 $.

## وصلات خارجية
- مقالات تستعمل روابط فنية بلا صلة مع ويكي بيانات